# Arudy
Arudy is een gemeente in het Franse departement Pyrénées-Atlantiques (regio Nouvelle-Aquitaine). De plaats maakt deel uit van het arrondissement Oloron-Sainte-Marie. Arudy telde op 1 januari 2022 2.238 inwoners.

## Geografie
De oppervlakte van Arudy bedroeg op 1 januari 2022 28,23 vierkante kilometer; de bevolkingsdichtheid was toen 79,3 inwoners per km².

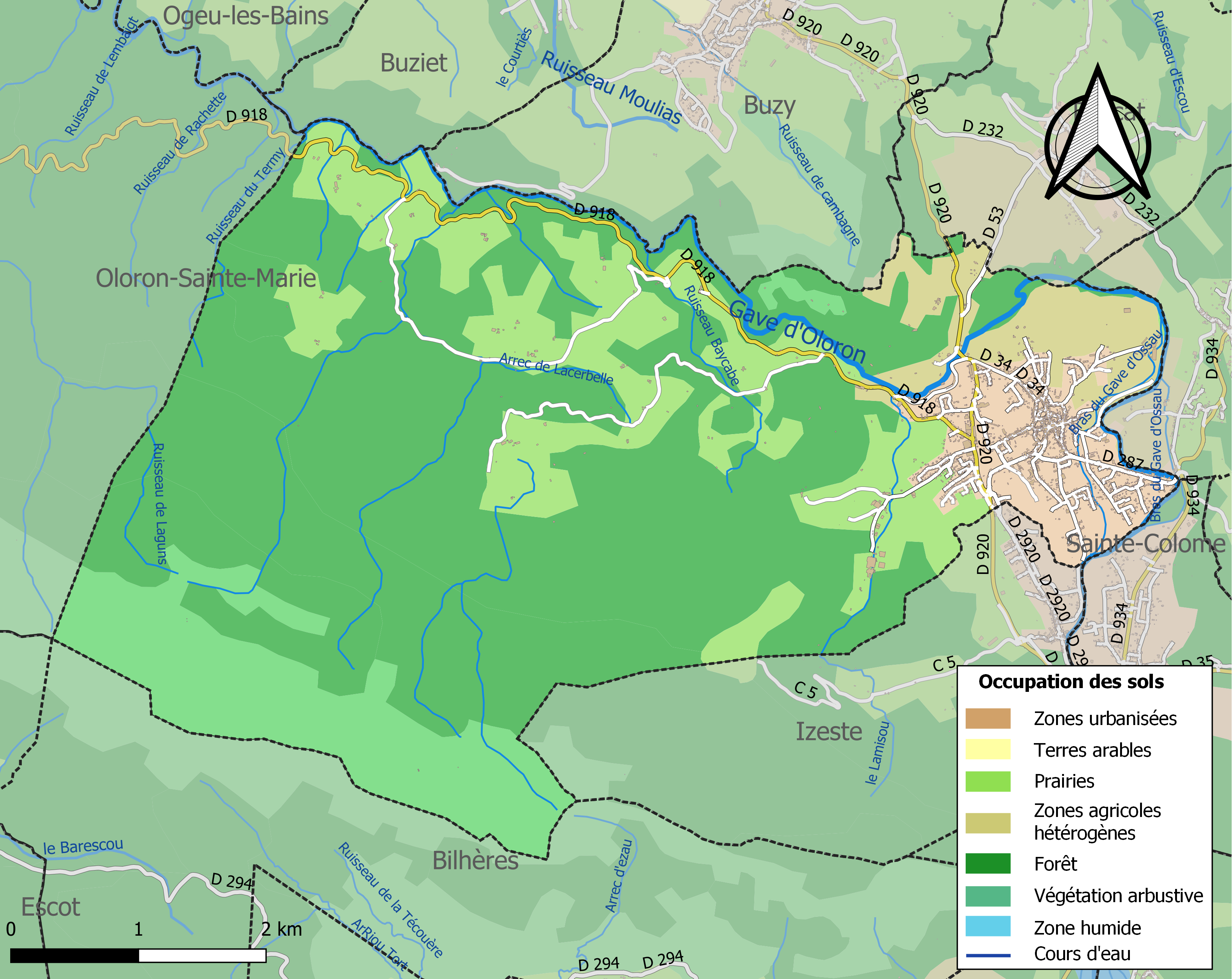
Kaart van de gemeente met belangrijkste infrastructuur, bodemgebruik en omliggende gemeenten

## Demografie
De figuur toont het verloop van het inwonertal (bron: INSEE-tellingen).